# The Best of David Bowie 1974/1979
The Best of David Bowie 1974/1979 är ett samlingsalbum av artisten David Bowie utgivet i april 1998.

## Låtlista
Alla låtar är skrivna av David Bowie om inget annat namn anges.
1. "Sound and Vision" - 3:02
2. "Golden Years" - 3:28
3. "Fame" (David Bowie/John Lennon/Carlos Alomar) - 4:13
4. "Young Americans - 3:12
5. "John I'm Only Dancing (Again)" - 6:59
6. "Can You Hear Me" - 5:05
7. "Wild Is the Wind" (Dimitri Tiomkin/Ned Washington) - 5:59
8. "Knock on Wood" (Eddie Floyd/Steve Cropper) - 2:58
9. "TVC 15" - 3:52
10. "1984" - 3:25
11. "It's Hard to Be a Saint in the City" (Bruce Springsteen) - 3:49
12. "Look Back in Anger" (David Bowie/Brian Eno) - 3:06
13. "The Secret Life of Arabia" (David Bowie/Brian Eno/Carlos Alomar) - 3:45
14. "DJ" (David Bowie/Brian Eno/Carlos Alomar) - 4:02
15. "Beatuy and the Beast" - 3:34
16. "Breaking Glass" (David Bowie/Dennis Davis/George Murray) - 1:51
17. "Boys Keeping Swiming" (David Bowie/Brian Eno) - 3:18
18. ""Heroes"" (David Bowie/Brian Eno) - 3:33